# Aneflomorpha australis
Aneflomorpha australis es una especie de escarabajo longicornio del género Aneflomorpha, tribu Elaphidiini, subfamilia Cerambycinae. Fue descrita científicamente por Linsley en 1942.

## Descripción
Mide 15-20 milímetros de longitud.

## Distribución
Se distribuye por México.